# 八大電視外購韓國電視劇列表
八大韓劇，為八大電視歷年來向韓國三家無線電視台（KBS、MBC、SBS）或其他電視台購買臺灣播映權的韓國電視劇總稱。以下片名採用臺灣譯名。
八大電視於1999年首度引進李英愛主演的電視劇《火花》，因收視率亮眼而開始大舉引進韓劇；隨後緯來戲劇台、東森戲劇台相繼開台，引起跟風效應。至今，八大電視在台播出的韓劇數量屬最大宗，已有上百部。

## 曾播出的韓劇
| - 真的出現了！ - 颱風的新娘 - Oh！三光公寓 - 謝幕 - 紅色高跟鞋 - 真劍勝負 - 我唯一的守護者 - 他就是那傢伙 - 雲畫的月光 - 大發不動產 - 人偶之家 - 我遺忘的妻子 - 優雅的母女 - 愛情是Beautiful，人生是Wonderful - 我心中的花雨 - 結過一次了 - 你也是人類嗎 - 蒙面檢察官 - 僅此一次的愛情 - 今年開始戀愛吧 - 童顏美女 - 我男人的秘密 - 黃金光輝的人生 - 一起生活吧 - 順藤而上的你 - 僅此一次的愛情 - 鄰家律師趙德浩 - 甜蜜秋天 - 演歌戀人 - 沒有名字的女人 - 我的愛屬於你 - 親親小爸 - 夢想之路 - 天上的約定 - 五個孩子 - 再一次初戀 - 交響情人夢 - 湛藍的天 - 鯊魚 - 星星閃耀 - 拜託媽媽 - 吸血鬼醫生 - Healer治癒者 - Who Are You－學校2015 - 1+1我的愛 - 我的魔法麵店 - 天使的反擊 - 紅寶石戒指 - 布穀鳥之巢 - 歡樂一家親 - 家人之間 - 逆轉人生 - 全能女神 - Good Doctor善良醫生 - 恩熙 - 純金的地 - 反恐任務 - 城市英雄 - 笑吧！東海 - 愛情雨 - 重返單身 - 歡喜冤家 - 親愛的瑞英 - 相信愛 - 公主的男人 - 糊塗俏女警 - 春之戀 - 西宮 - 推奴 - 風之國 - 麵包王金卓求 - 雪之女王 - 媳婦的人生 - 感謝人生 - 不像三兄弟／奇妙三兄弟 - 快刀洪吉童 - 魔王 - 流星花園 - 告別單身 - 來不及的愛 - 媽媽發怒了／媽媽的愛 - 親親老爸 - 復活 - 誰來愛我／幸福的女人 - 錯愛 - 太陽的女子 - 太祖王建 - 家有七公主 - 藍色生死戀 - 冬季戀歌 - 葡萄園之戀 - 美好人生／比天高地厚 - 達子的春天 - 浪漫滿屋 - 愛情的條件 - 黃色手帕 - 百萬朵玫瑰／玫瑰之戀 - 明成皇后 - 豪傑春香 - 玫瑰人生 - 加油！菊花 - 奇男怪女 - 在你身邊真好 - 我的心肝寶貝 - 青青草原 - 小蓋子 - 衹愛陌生人 - 紙鶴 - 愛情奇蹟 - 四個男女四種愛 - 永遠愛你 - 希望之歌 - 求婚 - 純潔的愛 - 愛我好不好 - 結婚萬歲 - 靈異第六感 - 藍霧 - 人生多美好 - 雪花 - 手足情深 | - 奇皇后 - 烈女朴氏契約傳 - 瘋了，因為你！ - 戒指女王 - 犬系戀人 - 咖啡王子1號店 - 我身後的陶斯 - 家和萬事成 - 料理絕配Pasta - 我的神鬼搭檔 - Kill Me Heal Me／變身情人 - 神的晚餐 - 最後的戀人 - 甜蜜一家人 - 我的愛情治癒記 - 我要戀愛 - 龍王大人請保佑 - 一起吃晚餐嗎？ - 灰姑娘 - 吹吧微風 - 華政 - 重新開始 - 你太過分了 - 雙面夏娃 - 我的女兒琴四月 - 她很漂亮 - 母親 - 再一次 Happy Ending - 酒店之王 - 意外人生 - 為愛美麗／讓女人哭泣 - 閃耀的愛情 - 夜行書生 - 千年之戀 - 六個孩子 - 黃金彩虹 - 愛上恢單女 - 命中注定我愛你 - 危險的女人 - 想你 - 馬醫 - 麻雀變鳳凰 - 擋不住的愛 - 停不住的愛 - 歡樂滿屋2：短腿的反擊 - 擁抱太陽的月亮 - 天使的選擇 - 仁醫 - 90天相愛的日子 - 辛旽 - 最佳愛情 - 燦爛人生／閃閃發亮 - 千次的吻／愛的選擇 - 被稱為神的男人 - 英才的全盛時代 - 同伊 - 跨越彩虹 - 謝謝你的愛 - 空中之城／空中情緣 - H.I.T重案組 - 粉紅色口紅／粉紅色誘惑 - 歡樂滿屋 - 個人取向 - 很愛很愛你 - 愛的謊言 - 有多愛 - 背叛的愛／在我身邊 - 賢內助女王 - 伊甸園之東 - 我們這一家／不要動搖 - 聖女與魔女 - 李祘 - 我叫金三順 - 宮-野蠻王妃 - 我的野蠻王子 - 順其自然 - 你來自那顆星 - 狐狸你在做什麼？ - 悲傷戀歌 - 加油！金順／燦爛的金順 - 想結婚的女子 - 花仙女 - 迴轉木馬 - 雪中情人 - 背叛愛情／最愛的人 - 預約愛情 - 朱蒙 - 大長今 - 許浚 - 男生女生向前走 - 羅曼史 - 那女人的家 - 秘密情人 - 天生緣分 - 自從認識你 - 星星在我心 - 大嫂 - 危機男子 - 危險誘惑 - 三個好友 | - 聯結 - 我的完美秘書 - 好搭檔 - 奇怪的搭檔 - 花書生熱愛史 - 模範計程車2 - 非常法官李貞珠 - 模範計程車 - 無人知曉 - 紅天機 - 現正分手中 - 便利店新星 - 母與女 - 為愛瘋狂 - 初次見面我愛你 - VIP - 像極了愛情 - 姐姐還活著 - 皇后的品格 - 雖然30但仍17 - 喝采的人生 - 愛情的溫度 - 悄悄話 - 勇敢的女人 - 聽到傳聞 - 你是禮物 - 出生的秘密 - 師任堂 - 深夜食堂 - 對，因為是家人 - 被告人 - 真假貴公子 - 龍八夷 - 離婚律師戀愛中 - 秘密花園 - 我女婿的女人 - Doctors醫生們 - 溫暖的一句話 - 好好養大的女兒 - 結三次婚的女子 - 只想愛 - 看見味道的少女 - 女人的戰爭 - 錢的誘惑 - 守護愛情 - 結婚的女神 - 你們被包圍了 - 張禧嬪 - 貴婦當家 - 大風水 - 愛情要不藥 - 鋼琴下的祕密 - 慾望女王 - 看見你的愛 - 風之畫師 - 太陽的新娘 - 我的女兒是花兒 - 閣樓上的王子 - 兄妹情深 - 傻瓜媽媽 - 俏皮機長 - 媽媽的慾望 - 甜蜜謊言 - 愛上壞男人 - 愛的呼喚 - 守護老闆 - 我的女友是九尾狐 - 燦爛的遺產 - 愛你千萬次／無盡的愛 - 愛情與野望／殘缺的愛 - 不懂女人 - 妻子的誘惑 - 愛情全壘打 - 銀幕 - 選擇 - 幸運草 - 奪愛／水瓶座 - 鋼琴 - 命運的搏擊 - 茱麗葉的男人 - 歡樂時光 - 大望 - 戀人 - 一枝梅 - 殘酷的愛 - 人妻的秘密 - 女人萬歲 - 錢的戰爭 - 爆米花 - 巴黎戀人 - 布拉格戀人 - 我的女孩My Girl - 天國的階梯 - 不良家族 - 無敵情報員 - 綠薔薇 - 流行70 - 嫁給百萬富翁 - 陽光照射 - 妻子的叛亂 - 玻璃畫 - All In 真愛宣言 - 沙漏 - 火花 - 玻璃鞋 - 開朗少女成功記 - 女人天下 - 土地 - 順風婦產科 - 射星 - 美麗的日子 - 模特兒的故事 - 大小姐們 - 女王的條件 - 青春陷阱 - 愛在心中 - 驀然回首 - 因為愛你 - 浪漫風暴 - 我愛喬妹 - 都市男女 |

| - 搖滾吧！花美男 - 瘋狂愛情 - 我們的1997 - 第六感任務 - 不要戀愛要結婚 - 未生 - 詐欺遊戲 - 高校處世王 - 家族的秘密 - Heart to Heart心連心 - 秘密森林 - 金秘書為何那樣 - 武法律師 - 百日的郎君 - 她的私生活 - 第9號房 - 德魯納酒店 - 又，吳海英 - 我的大叔 - 仁顯皇后的男人 - 惡之花 - Oh My Baby - Voice 4 - 滅亡來到我門前 - 惡魔法官 - 幽靈醫生 - 信號 - Mouse窺探 - 自白 - Missing：他們存在過2 - 有利的詐欺 - 閃亮的西瓜 - 愛在獨木橋 | - 昏謎 - 吸血鬼檢察官 - 如實陳述 - Watcher監視者 - Voice - Voice 2 - 壞傢伙們 - Voice 3 - 隧道 - 圈套 - 奇美拉 - Times - Missing：他們存在過 - 優越的一天 | - 具海拉成功記 - Good Job絕佳拍檔 - 陌生人 - 白晝之月 - 绑架之日 |

| - 我的ID是江南美人 - 無子無憂 - 我們可以結婚嗎 - 大姊 - 為純情着迷 - 愛上變身情人 - 愛情真奇妙 - 給親愛的你 - 怪物 - 模範刑警 - 夫婦的世界 | - 謊言的謊言 - 假面的女王 - 凌晨兩點的灰姑娘 | - 打包袱—盜取命運 | - 求婚大作戰 - 最佳婚姻 - 海拉的直播頻道 |

| - 來魔女食堂吧 - 愛情少一啪 - 金字塔遊戲 | - 某一天 | - 春情之亂（網路播出） |

## 外部連結
- 八大電視 （页面存档备份，存于）
- 八大原創戲劇的Facebook專頁
- YouTube上的GTV八大電視頻道